# Eduard Marriaga
Eduard Marriaga (ur. 25 listopada 1992) − kolumbijski bokser kategorii lekkopółśredniej.

## Kariera amatorska
W 2012 reprezentował Kolumbię na igrzyskach olimpijskich w Londynie. Przegrał tam swoją pierwszą walkę z Dominikańczykiem Wellingtonem Ariasem.
W listopadzie 2013 roku zdobył brązowy medal na igrzyskach boliwaryjskich w Chiclayo. Rywalizację na tych igrzyskach rozpoczął od ćwierćfinału, w którym pokonał reprezentanta Gwatemali Cristiana López, wygrywając wyraźnie na punkty. W półfinale przegrał na punkty z Ekwadorczykiem Jonathanem Valarezo.